# Breaux Bridge
Breaux Bridge és una població dels Estats Units a l'estat de Louisiana. Segons el cens del 2000 tenia 7.281 habitants.

## Demografia
Segons el cens del 2000, Breaux Bridge tenia 7.281 habitants, 2.512 habitatges, i 1.821 famílies. La densitat de població era de 429,2 habitants/km².
Dels 2.512 habitatges en un 38,3% hi vivien nens de menys de 18 anys, en un 42,9% hi vivien parelles casades, en un 24,9% dones solteres, i en un 27,5% no eren unitats familiars. En el 23,5% dels habitatges hi vivien persones soles el 8,8% de les quals corresponia a persones de 65 anys o més que vivien soles. El nombre mitjà de persones vivint en cada habitatge era de 2,73 i el nombre mitjà de persones que vivien en cada família era de 3,23.
Per edats la població es repartia de la següent manera: un 30,1% tenia menys de 18 anys, un 10,7% entre 18 i 24, un 28% entre 25 i 44, un 19% de 45 a 60 i un 12,2% 65 anys o més.
L'edat mediana era de 32 anys. Per cada 100 dones de 18 o més anys hi havia 87,6 homes.
La renda mediana per habitatge era de 25.102 $ i la renda mediana per família de 31.570 $. Els homes tenien una renda mediana de 30.880 $ mentre que les dones 17.819 $. La renda per capita de la població era de 12.536 $. Entorn del 26,8% de les famílies i el 30,7% de la població estaven per davall del llindar de pobresa.

## Poblacions més properes
El següent diagrama mostra les poblacions més properes.